# Art Cologne
Art Cologne is een jaarlijkse internationale kunstbeurs gehouden in april in Keulen in Duitsland. 
Art Cologne is Duitslands grootste kunstbeurs en werd in 1967 opgericht als eerste Art Fair ter wereld, hoewel de Amerikaanse 57th Street Art Fair werd opgericht in 1948. 
De beurs heeft circa 250 toonaangevende deelnemers uit tientallen verschillende landen. De beurs trekt zowel de handel als het publiek, met inbegrip van particuliere verzamelaars, curatoren, kunstenaars en kunstliefhebbers. 